# 대한민국 민사소송법 제43조
대한민국 민사소송법 제43조는 당사자의 기피권에 대한 민사소송법 조문이다.

## 조문
제43조(당사자의 기피권) ① 당사자는 법관에게 공정한 재판을 기대하기 어려운 사정이 있는 때에는 기피신청을 할 수 있다.
②당사자가 법관을 기피할 이유가 있다는 것을 알면서도 본안에 관하여 변론하거나 변론준비기일에서 진술을 한 경우에는 기피신청을 하지 못한다.

## 같이 보기
- 기피